# アテーナイのペレキュデース
アテーナイのペレキュデース（古代ギリシア語 Φερεκύδης ὁ Ἀθηναῖος Pherekýdēs ho Athēnaíos, ペレキュデース・ホ・アテーナイオス、 最盛期：紀元前465年頃）は、古代ギリシアの神話記録者（mythographos）で、現在は失われた十巻よりなる古代についての作品を執筆した。この著作は、「ヒストリアイ、Historiai（Ἱστορίαι、物語集または歴史集）」あるいは「ゲネロギアイ、Genealogicai（Γενελογίαι、系譜集）」等、様々なタイトルを付けられていた。ペレキュデースは、フェリックス・ヤコービ（en）の『Fragmente der griechischen Historiker（古代ギリシア歴史家著作断片集）』（en）に著述の断片が所収されている著作家の一人である。
彼は、シューロスのペレキュデースとは別人であると一般に考えられている。シューロスのペレキュデースとは、時としてギリシア七賢人の一人として言及され、またピュータゴラースの師匠として名声を持っていた紀元前6世紀のソクラテス前哲学者である。『スーダ』はレーロスのペレキュデースを彼とは別人と見なしているが、おそらく彼と同一人物であると思われる（ただし決定的な確証がない）。